# 15629 Срінер
15629 Срінер (15629 Sriner) — астероїд головного поясу, відкритий 29 квітня 2000 року.
Тіссеранів параметр щодо Юпітера — 3,361.